# Каракет (парафія, Нью-Брансвік)
Каракет (англ. Caraquet) — парафія в Канаді, у провінції Нью-Брансвік, у складі графства Глостер.

## Населення
За даними перепису 2016 року, парафія нараховувала 1337 осіб, показавши скорочення на 3,3%, порівняно з 2011-м роком. Середня густина населення становила 12,2 осіб/км².
З офіційних мов обидвома одночасно володіли 515 жителів, тільки англійською — 5, тільки французькою — 800. Усього 5 осіб вважали рідною мовою не одну з офіційних.
Працездатне населення становило 55,6% усього населення, рівень безробіття — 18,6% (26% серед чоловіків та 10,7% серед жінок). 92,2% осіб були найманими працівниками, а 5,4% — самозайнятими.
Середній дохід на особу становив $35 474 (медіана $26 842), при цьому для чоловіків — $43 110, а для жінок $26 302 (медіани — $32 064 та $20 480 відповідно).
20,8% мешканців мали закінчену шкільну освіту, не мали закінченої шкільної освіти — 39,8%, 39% мали післяшкільну освіту, з яких 22,2% мали диплом бакалавра, або вищий.
| Статево-вікова структура населення | Статево-вікова структура населення | Статево-вікова структура населення | Статево-вікова структура населення | Статево-вікова структура населення |
| ---------------------------------- | ---------------------------------- | ---------------------------------- | ---------------------------------- | ---------------------------------- |
|                                    |                                    |                                    |                                    |                                    |
| Всього                             | Всього                             | 51,9%48,1%                         |                                    |                                    |
| 0 — 14 років                       | 0 — 14 років                       |                                    | 10,4%                              | 10,4%                              |
| 15 — 64 років                      | 15 — 64 років                      |                                    | 67,9%                              | 67,9%                              |
| 65 і більше                        | 65 і більше                        |                                    | 21,6%                              | 21,6%                              |
| 85 і більше                        | 85 і більше                        |                                    | 2,6%                               | 2,6%                               |
| Середній вік (років)               | Середній вік (років)               | 47,947,6                           | 47,8                               | 47,8                               |
| Медіана (років)                    | Медіана (років)                    | 52,351,1                           | 51,8                               | 51,8                               |
| — чоловіки — жінки                 |                                    |                                    |                                    |                                    |

| Походження мешканців:     | Походження мешканців:     | Походження мешканців: | Походження мешканців: | Походження мешканців: |
| ------------------------- | ------------------------- | --------------------- | --------------------- | --------------------- |
| Походження                |                           |                       | осіб                  | %                     |
| Корінні американці        | Корінні американці        |                       | 145                   | 10.94%                |
| Інше північноамериканське | Інше північноамериканське |                       | 1 235                 | 93.21%                |
| Європейське               | Європейське               |                       | 240                   | 18.11%                |
| британське                | британське                |                       | 40                    | 3.02%                 |
| французьке                | французьке                |                       | 200                   | 15.09%                |
| Карибське                 | Карибське                 |                       | 10                    | 0.75%                 |

| Зайнятість населення за галузями (за класифікацією NOC): | Зайнятість населення за галузями (за класифікацією NOC): | Зайнятість населення за галузями (за класифікацією NOC): | Зайнятість населення за галузями (за класифікацією NOC): | Зайнятість населення за галузями (за класифікацією NOC): |
| -------------------------------------------------------- | -------------------------------------------------------- | -------------------------------------------------------- | -------------------------------------------------------- | -------------------------------------------------------- |
|                                                          |                                                          |                                                          |                                                          |                                                          |
| Управління                                               | Управління                                               |                                                          | 3,2%                                                     | 3,2%                                                     |
| Бізнес, фінанси та адміністрування                       | Бізнес, фінанси та адміністрування                       |                                                          | 6,3%                                                     | 6,3%                                                     |
| Природничі та прикладні науки                            | Природничі та прикладні науки                            |                                                          | 1,6%                                                     | 1,6%                                                     |
| Охорона здоров'я                                         | Охорона здоров'я                                         |                                                          | 6,3%                                                     | 6,3%                                                     |
| Освіта, правозахист, муніципальні та урядові служби      | Освіта, правозахист, муніципальні та урядові служби      |                                                          | 7,9%                                                     | 7,9%                                                     |
| Роздрібна торгівля та послуги                            | Роздрібна торгівля та послуги                            |                                                          | 26,2%                                                    | 26,2%                                                    |
| Гуртова торгівля, транспорт та обладнання                | Гуртова торгівля, транспорт та обладнання                |                                                          | 23%                                                      | 23%                                                      |
| Природні ресурси, сільське господарство                  | Природні ресурси, сільське господарство                  |                                                          | 9,5%                                                     | 9,5%                                                     |
| Виробництво                                              | Виробництво                                              |                                                          | 15,1%                                                    | 15,1%                                                    |

## Клімат
Середня річна температура становить 4,3°C, середня максимальна – 21,7°C, а середня мінімальна – -16°C. Середня річна кількість опадів – 1 093 мм.
| Клімат поселення                              | Клімат поселення | Клімат поселення | Клімат поселення | Клімат поселення | Клімат поселення | Клімат поселення | Клімат поселення | Клімат поселення | Клімат поселення | Клімат поселення | Клімат поселення | Клімат поселення | Клімат поселення |
| Показник                                      | Січ.             | Лют.             | Бер.             | Квіт.            | Трав.            | Черв.            | Лип.             | Серп.            | Вер.             | Жовт.            | Лист.            | Груд.            |                  |
| Середній максимум, °C                         | −4,55            | −3,92            | 1,35             | 7,48             | 14,43            | 20,21            | 21,70            | 21,17            | 16,10            | 10,20            | 4,40             | −2,85            |                  |
| Середня температура, °C                       | −10,29           | −9,66            | −4,4             | 1,73             | 8,69             | 14,51            | 18,39            | 17,85            | 12,78            | 6,89             | 1,10             | −6,16            |                  |
| Середній мінімум, °C                          | −16,02           | −15,39           | −10,13           | −3,99            | 2,95             | 8,76             | 15,07            | 14,55            | 9,47             | 3,56             | −2,2             | −9,46            |                  |
| Норма опадів, мм                              | 101              | 76               | 87               | 81               | 85               | 76               | 88               | 103              | 75               | 102              | 107              | 112              |                  |
| Середньомісячна швидкість вітру, м/с          | 5.04             | 4.77             | 4.73             | 4.49             | 4.14             | 3.80             | 3.44             | 3.53             | 3.89             | 4.43             | 4.72             | 5.12             |                  |
| Середньомісячна сонячна радіація, кДж/м²·день | 4794             | 8406             | 12376            | 15570            | 18373            | 20321            | 19753            | 17311            | 12657            | 7807             | 4583             | 3569             |                  |
| --------------------------------------------- | ---------------- | ---------------- | ---------------- | ---------------- | ---------------- | ---------------- | ---------------- | ---------------- | ---------------- | ---------------- | ---------------- | ---------------- | ---------------- |
| Джерело:                                      |                  |                  |                  |                  |                  |                  |                  |                  |                  |                  |                  |                  |                  |